# Monomeer
Een monomeer (Oudgrieks: μονομερής monomerḗs: uit één stuk, < μόνος mónos: enkel en μέρος méros: deel) is in de scheikunde een relatief eenvoudig organisch molecuul dat, chemisch gekoppeld aan een of meerdere andere monomeren, als bouwsteen kan dienen voor grotere moleculen: dimeren, oligomeren en polymeren.
Voorbeelden van natuurlijke monomeren zijn monosachariden (o.a. glucose en fructose) die binnen de cellen van het organisme als bouwstenen dienen voor polysachariden, en aminozuren die er de bouwstenen vormen voor eiwitten. Een tafelsuikermolecuul is bijvoorbeeld een dimeer, meer specifiek een disacharide die in de suikerbiet gevormd wordt uit een fructose- en een glucosemonomeer. Een zeer grote biologische polymeer (macromolecuul) onder de koolhydraten is vervolgens de polysacharide glycogeen (het dierlijke equivalent van zetmeel), dat uit vele (vertakte) glucose-monomeren bestaat. Ook alle eiwitten kunnen als macromolecuul worden beschouwd. Bij eiwitmoleculen speelt, naast de samenstelling uit de verschillende aminozuren, ook de volgorde van deze aminozuren een rol bij het chemische karakter van het eiwit.    
In de (synthetische) polymeerchemie worden veel verschillende synthetische organische monomeren gebruikt bij de vervaardiging van polymere kunststoffen ("plastics"). Voorbeelden zijn polyvinylbromide uit de synthetische monomeer vinylbromide en poly(cyclohexeenoxide) uit de synthetische monomeer cyclohexeenoxide.   
Synthetische polymeren bestaan meestal uit identieke monomeren.  